# کاگلا آکین
کاگلا آکین (انگلیسی: Çağla Akın؛ زادهٔ ۱۹ ژانویهٔ ۱۹۹۵) بازیکن والیبال اهل ترکیه است.